# 三大コンピューターグループ
三大コンピューターグループ（さんだいコンピューターグループ）は、1970年代に当時の通商産業省の指導のもとに作られた、日本におけるコンピュータメーカーの3つのグループ。
当時事実上、世界的に寡占的存在となりつつあったIBMに対抗できる競争力の確保、という名分のため、日本のコンピュータメーカーの主要6社に、2社ずつの3つのグループを形成させたものである。いずれも共同開発をさせるとともに、相互のグループ間の開発競争を図ったともされる。2017年現在も、いくつかの合弁企業（日電東芝など）にその名残りがある。
このグルーピング政策と直接の関連は無いが、この6社は、日本電信電話公社との繋がりが深い、いわゆる「電電ファミリー」でもあり、やはり政策と直接の関連は無いが、同公社の設計によるDIPSコンピュータの製造にたずさわったのも、これらのメーカーであった。
- 富士通+日立製作所 (結果として、IBM互換アーキテクチャ路線。両社、FACOMとHITACの「Mシリーズ」の M は、通産省を意味するMITIの意という[1]
- NEC+東芝 (ハネウェル、GEと提携。一部は独自アーキテクチャ)
- 三菱電機+沖電気 (独自路線)

## 経緯
通商産業省は日本のコンピュータ産業育成のため、「もの作り」を伴い補助金をメーカーに与えるプロジェクトを長年実施してきた。以下に主なものを列挙する。
- FONTAC（1962年 - 1965年）3.5億円
- 超高性能電子計算機プロジェクト（1966年 - 1970年）100億円
- パターン情報処理システム（1971年 - 1980年）220億円
- 「新製品系列開発」補助金（1972年 - 1976年）570億円
- 超LSI開発プロジェクト（1976年 - 1979年）300億円
- 科学技術用高速計算システムプロジェクト（1981年 - 1989年）175億円
- 第五世代コンピュータ（1982年 - 1994年）570億円
- Σプロジェクト（1985年 - 1994年）220億円
- リアルワールド・コンピューティング（1992年 - 2001年?）700億円(?)

なお、1980年代以後のプロジェクトは、各メーカーの製品とは乖離した、独自の研究プロジェクトの色彩が濃くなっている。
この中でも、「新製品系列開発」は直接的にメーカー各社の新製品開発を補助するという特異なものであった。1971年に制定された「特定電子工業および特定機械工業振興臨時措置法」に基づき、以下のような計画が立てられた。
1. IBMに対抗しうる機種の開発・試作、周辺および付帯装置の試作、関連する基礎研究、応用システムの開発
2. 生産合理化計画
3. 計数型電子計算機製造高度化計画

この計画と大蔵省の意向により、コンピュータ業界6社をグループ化し、巨額資金を集中投入することでIBMに対抗できる国産コンピュータを開発することが通産省の意向とされた。これを受け、企業側もグループ化を受け入れざるを得なくなった。
まず、富士通と日立製作所の提携がまとまった。次に、共通の技術導入先を持つNECと東芝の提携が決まり、自動的に残る三菱電機と沖電気が提携することになった。
この3グループは1972年3月にそれぞれ組合を結成し、補助金を受けることとなった。
この政策を官界において主導した者は平松守彦であり、産業界は池田敏雄がこれを受け各社を調整したものとされる。

## 補助金に伴う行政指導
補助金の性格上、様々な行政指導が付随していた。まず、グループ内での開発の重複は許されなかった。NEC+東芝はそれぞれ別系列の技術を導入していた関係で問題なくまとまったし、三菱電機+沖電気は沖側が周辺機器開発に徹したため問題なかった。最も問題となったのは富士通+日立である。両社は単にアーキテクチャを統一することに合意しただけで、他方が開発した製品を販売するということは全く想定していなかったのである（とはいえ、日本におけるこの業界のトップを争っていた2社であり、他の2グループは共同による利点が多かったのに対し、富士通と日立は「メリットのある部分だけ共通化、他は独立独歩」という戦略がマッチしていた、とも言える）。
販売面でも行政による介入が行われ、NEC東芝情報システムやファコム・ハイタックといった販売会社が設立された（なお以前より、日本電子計算機(株)など、政官主導によるメーカと顧客の仲介業が存在していた、という経緯がある）。海外への輸出も指導対象となったという。

## 注・出典
1. ↑  高橋茂（著）、『コンピュータクロニクル』オーム社（1996年）、ISBN 4-274-02319-2 p. 73 に「MITI（通産省）のM」とある。